# Трикарбонил(циклопентадиенил)рений
Трикарбонил(циклопентадиенил)рений — карбонильный комплекс металлоорганического
сэндвичевого комплексного соединения
рения и циклопентадиена
состава Re(C5H5)(CO)3,
бесцветные кристаллы.

## Получение
- Длительное кипячение раствора декакарбонилдирения в дициклопентадиене:

{\displaystyle {\mathsf {Re_{2}(CO)_{10}+C_{10}H_{12}\ {\xrightarrow {170^{o}C}}\ 2Re(C_{5}H_{5})(CO)_{3}+4CO+H_{2}}}}
- Реакция бромо(пентакарбонил)рения и циклопентадиенилталлия в тетрагидрофуране:

{\displaystyle {\mathsf {ReBr(CO)_{5}+TlC_{5}H_{5}\ {\xrightarrow {70^{o}C}}\ Re(C_{5}H_{5})(CO)_{3}+2CO+TlBr}}}

## Физические свойства
Трикарбонил(циклопентадиенил)рений образует бесцветные кристаллы,
растворимые в органических растворителях.
Очищается возгонкой в высоком вакууме при 50-60°С.